# Giovanni Porta

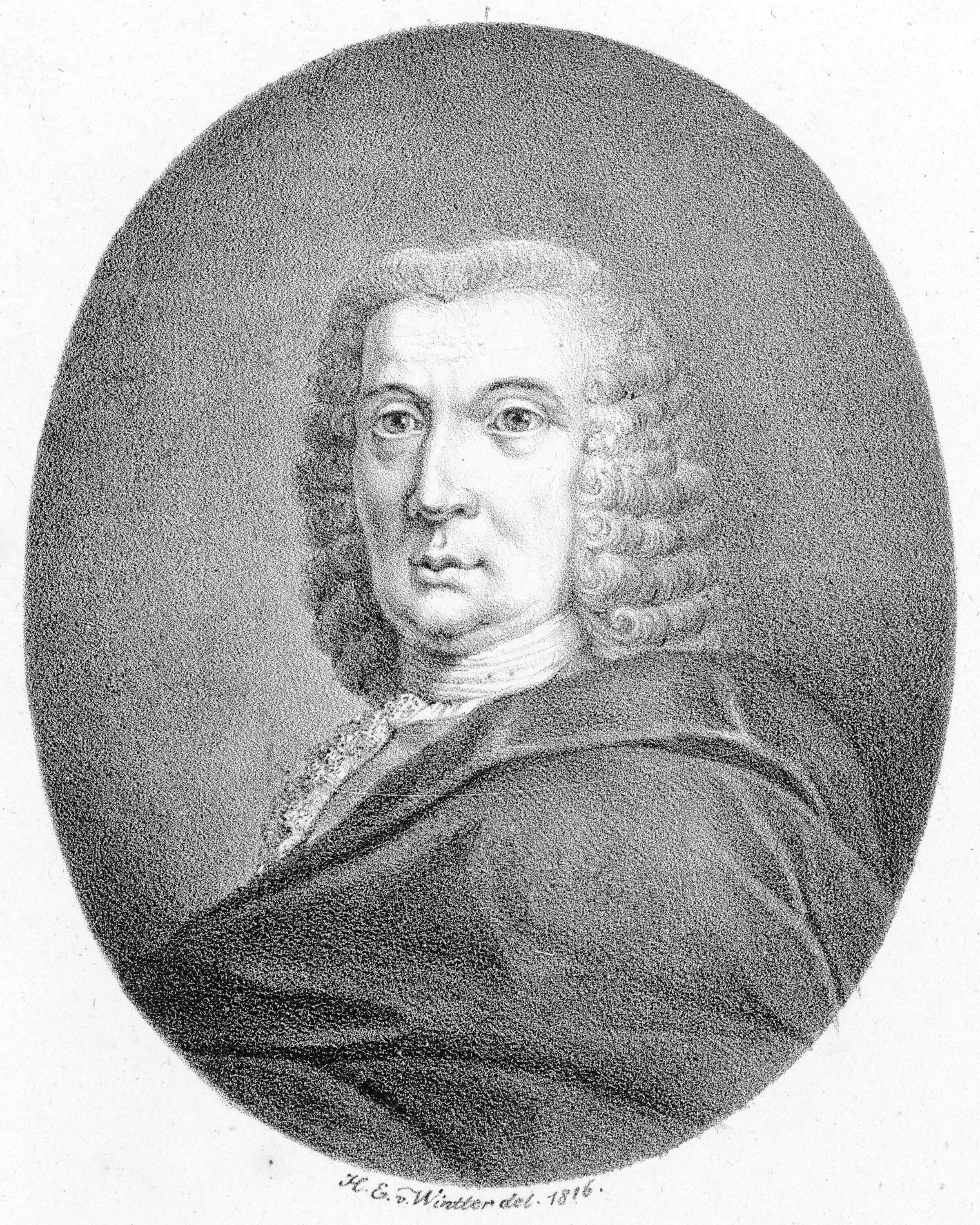
Giovanni Porta

Giovanni Porta (Venezia, 1675 – Monaco di Baviera, 21 giugno 1755) è stato un compositore italiano.

## Biografia
Dopo aver studiato con Francesco Gasparini nella città natale, si recò a Roma, dove alla corte del cardinale Pietro Ottoboni fu allievo di Arcangelo Corelli. Successivamente occupò le posizioni di maestro di cappella della cattedrale di Vicenza (1710-1711) e di quella di Verona (1714-1716). Tornato a Venezia nel 1716, iniziò la sua carriera operistica con il dramma La costanza combattuta in amore; seguirono altre numerose opere. Nel 1720 fu a Londra, dove rappresentò Numitore, il suo dramma più noto, il 2 aprile al His Majesty's Theatre diretto da Georg Friedrich Händel con Margherita Durastanti. 
Lasciata l'Inghilterra, continuò a lavorare per i maggiori teatri italiani.
Dal 1726 al 1737 fu maestro del coro dell'Ospedale della Pietà, collaborando quindi a fianco del celebre Antonio Vivaldi, allora direttore del conservatorio veneziano. Alla Pietà fu attivo anche come compositore di musica sacra (scritta principalmente per i famosi cori femminili dell'ospedale). Nel 1726 entrò anche come membro dell'Accademia Filarmonica di Verona. Dopo il fallito tentativo di entrare come maestro di composizione all'Ospedale dei Derelitti (1733), partecipò al concorso per occupare la prestigiosa carica di maestro di cappella della Basilica di San Marco: non riuscì nemmeno ad ottenere questo posto, dato che fu scelto Antonio Lotti. Qualche tempo più tardi si stabilì definitivamente a Monaco accettando di diventare direttore della cappella bavarese dell'elettore Carlo Alberto di Baviera (il futuro imperatore Carlo VII di Baviera). Sua moglie morì probabilmente nel 1742; si risposò quindi sette anni dopo, nel dicembre del 1749, con una vedova tedesca con due figli.

## Considerazioni sull'artista
Di Porta si conosce solo esclusivamente la musica vocale. Tra il 1716 e il 1738 egli scrisse per i teatri di Venezia, Roma, Londra, Milano, Napoli, Firenze, Mantova e Monaco 30 opere, delle quali alcune in collaborazione con altri compositori come Gasparini e Tomaso Albinoni. Per quanto invece riguarda i libretti, i più usati furono quelli di Apostolo Zeno (7 opere), di Pietro Metastasio (4 opere) e di Domenico Lalli (4 opere). Tuttavia ci rimangono di lui solo quattro opere complete, ossia L'Argippo, Farnace, Gianguir e Ifigenia in Aulide. Di altri 13 drammi invece restano solo poche arie e il testo del libretto. Le opere di Porta seguono lo stile veneziano degli anni '20 e '30 del Settecento, ossia sono caratterizzate da veloci passaggi, arpeggi, ampi intervalli melodici, sequenze allungate e il "tutti" all'unisono. La sua musica sacra con le proprie parti virtuosistiche, i trilli, i larghi intervalli e lunghi melismi risulta essere anch'essa influenzata dall'opera.

## Composizioni

### Opere
- La costanza combattuta in amore (dramma per musica, libretto di Francesco Silvani, basato su Statira di J. Pedron, 1716, Teatro San Moisè di Venezia)
- Il Trace in catena (dramma per musica, libretto di Antonio Salvi, 1717, Roma; in collaborazione con Francesco Gasparini)
- L'Argippo (dramma per musica, libretto di Domenico Lalli, 1717, Venezia)
- L'amor di figlia (dramma per musica, libretto di G. A. Moniglia[1] e Domenico Lalli, 1718, Venezia)
- Numitore (drama, libretto di Paolo Rolli, 1720, Londra)
- Teodorico (dramma per musica, libretto di Antonio Salvi, 1720, Venezia)
- Venceslao (1° atto) (dramma per musica, libretto di Apostolo Zeno, 1722, Venezia; in collaborazione con Antonio Pollarolo (2° e 3° atto) e Giovanni Maria Capelli (atto 4° e 5°))
- L'amor tirannico (3° atto) (dramma per musica, libretto di Domenico Lalli, 1722, Venezia; in collaborazione con Fortunato Chelleri (1° e 2° atto))
- L'Arianna nell'isola di Nasso (drama pastorale, libretto di Claudio Nicola Stampa, 1723, Milano)
- Antigono, tutore di Filippo, re di Macedonia (tragedia, libretto di Giovanni Piazzon, 1724, Venezia; in collaborazione con Tomaso Albinoni)
- La caduta de' Decemviri (dramma per musica, libretto di Silvio Stampiglia, 1724, Milano; pasticcio con musica di Tomaso Albinoni e Domenico Sarro)
- Li sforzi d'ambizione e d'amore (dramma per musica, libretto di Antonio Maria Lucchini, 1724, Venezia)
- La Mariane (dramma per musica, libretto di Domenico Lalli, 1724, Venezia; revisione de Gli eccessi della gelosia di Tomaso Albinoni)
- Agide re di Sparta (dramma per musica, libretto di Luisa Bergalli, 1725, Venezia)
- Ulisse (dramma per musica, libretto di Domenico Lalli, 1725, Venezia)
- Amor e fortuna (dramma per musica, libretto di Francesco Passarini, 1725, Napoli)
- La Lucinda fedele (dramma per musica, libretto di Apostolo Zeno, 1726, Napoli)
- Siroe re di Persia (dramma per musica, libretto di Pietro Metastasio, 1726, Firenze)
- Il trionfo di Flavio Olibrio (dramma per musica, libretto di Apostolo Zeno e Pietro Pariati, 1726, Venezia)
- Aldioso (dramma per musica, basato su Oronta di Claudio Nicola Stampa, 1727, Venezia)
- Nel perdono la vendetta (melodramma, libretto di Giovanni Carlo Pagani Cesa, 1728, Venezia)
- Doriclea ripudiata da Creso (dramma per musica, libretto di Giovanni Battista Corte, 1728, Teatro San Moisè di Venezia)
- Il gran Tamerlano (dramma per musica, libretto di Agostino Piovene, 1730, Firenze)
- Farnace (dramma per musica, libretto di Antonio Maria Lucchini, 1731, Bologna)
- Gianguir (dramma per musica, libretto di Apostolo Zeno, 1732, Milano)
- Lucio Papirio dittatore (dramma per musica, libretto di Apostolo Zeno, 1732, Roma)
- L'Issipile (dramma per musica, libretto di Pietro Metastasio, 1732, Venezia)
- La Semiramide (dramma per musica, libretto di Pietro Metastasio, 1733, Milano)
- Adriano in Siria (dramma per musica, libretto di Pietro Metastasio, 1737, Mantova)
- Ifigenia in Aulide (Teutsch-musicalisches Trauerspiel, libretto di Apostolo Zeno, 1738, Monaco)
- Artaserse (dramma per musica, libretto di Apostolo Zeno e Pietro Pariati, 1739, Monaco; di dubbia attribuzione)

### Pasticci
- Rinaldo, HWV 7a (dramma per musica, libretto di Giacomo Rossi, 1718, Napoli, Collaborazione con Georg Friedrich Handel, Leonardo Leo, Antonio Maria Bononcini, Giuseppe Maria Orlandini, Antonio Vivaldi, Domenico Sarro)
- Stratonica, RV Anh. 124 (dramma per musica, libretto di Antonio Salvi, 1727, Napoli, Collaborazione con Leonardo Vinci, Antonio Vivaldi, Giuseppe Maria Orlandini, Nicola Porpora, Johann Adolph Hasse)

### Altri lavori
- Il ritratto dell'eroe (cantata, testo di Domenico Lalli, 1726, Venezia)
- Caro padre, ah forse (cantata, 1732)
- Innocentiae triumphus, seu Genovefa (oratorio, 1735, Venezia)
- Dafne (serenata, 1738, Monaco)
- Der Traum des Scipio (azione teatrale, dopo Pietro Metastasio, 1744, Monaco)
- Apollo in Tempe (cantata)
- Almeno 19 messe
- 6 parti di messe
- 18 Magnificat
- 5 Credo
- 3 Miserere
- 3 litanie
- Antifona
- Te Deum
- Veni Sancte
- 103 salmi
- 2 Tantum ergo
- Sub tuum
- Nisi Dominus
- Domine ad adiuvandum
- De profundis
- Altri 6 cantici
- 6 inni sacri
- 4 Passioni
- 8 mottetti
- Altri lavori sacri minori
- Diverse arie, duetti e cantate